# Chmielówka (Ławki)
Chmielówka – część wsi Ławki w Polsce, położona w województwie warmińsko-mazurskim, w powiecie braniewskim, w gminie Wilczęta.
W latach 1975–1998 Chmielówka administracyjnie należała do województwa elbląskiego.